# Johann Siegfried Hufnagel
Johann Siegfried Hufnagel, född den 17 oktober 1724 i Falkenwalde, Brandenburg, i Tyskland, död den 23 februari 1795 i Langenfeld, var en tysk präst och entomolog, som framför allt studerade fjärilar.
Hufnagels arbeten föll i glömska och blev på allvar uppmärksammade först i slutet av 1900-talet, av Gerstberger och Stiesy, se litteraturförteckningen.
Auktorsnamnet Hufnagel kan användas för Johann Siegfried Hufnagel i samband med ett vetenskapligt namn inom zoologin; se Wikipedia-artiklar som länkar till auktorsnamnet.